# جوي ورذن
جوي ورذن (بالإنجليزية: Joey Worthen)‏ هو لاعب كرة قدم أمريكي في مركز الدفاع، ولد في 3 ديسمبر 1979 في مدينة سولت ليك في الولايات المتحدة. شارك مع منتخب الولايات المتحدة تحت 20 سنة لكرة القدم. أما مع النوادي، فقد لعب مع بيتسبورغ ريفرهوندز وريال سولت ليك وريتشموند كيكرز ونادي شمال كارولاينا.

## وصلات خارجية
- جوي ورذن على موقع الدوري الأمريكي (الإنجليزية)
- جوي ورذن على موقع قاعدة بيانات كرة القدم.إي يو (الإنجليزية)